# Kei-Kecilbrilvogel
De Kei-Kecilbrilvogel, oude naam toealbrilvogel (Zosterops uropygialis) is een zangvogel uit de familie Zosteropidae (brilvogels). De vogel werd in 1874 door Tommaso Salvadori geldig beschreven. Het is een endemische vogelsoort op de Kei-eilanden. 

## Kenmerken
De vogel is 12,5 cm lang. De vogel is van boven dof geelgroen gekleurd, op de kop wat donkerder en ook de vleugelveren zijn donkerder, bijna bruinzwart. Van onder is de vogel helemaal helder geel, naar de flanken toe iets meer olijfkleurig. Opvallend is het ontbreken van een duidelijke witte ring rond het oog. Alleen in de hand zijn een paar schubvormige veertjes en een naakte huid rond het oog zichtbaar. De snavel in bruinachtig en de poten zijn loodgrijs.

## Verspreiding en leefgebied
Deze soort is endemisch op  Kai Ketjil (Kei-eilanden). De vogel komt voor in natuurlijk bos en aangetast bos met struiken en her en der nog een boom.

## Status
De Kei-Kecilbrilvogel heeft een beperkt verspreidingsgebied en daardoor is de kans op uitsterven aanwezig. De grootte van de populatie is niet bepaald, maar de indruk is dat de aantallen afnemen door habitatverlies. Het leefgebied wordt aangetast door ontbossing waarbij natuurlijk bos wordt omgezet in gebied voor agrarisch gebruik. Om deze redenen staat deze soort als gevoelig op de Rode Lijst van de IUCN.